# Daniel Facérias
Pour les articles homonymes, voir Facérias.
 (août 2024).
La mise en forme du texte ne suit pas les recommandations de Wikipédia : il faut le « wikifier ».
Les points d'amélioration suivants sont les cas les plus fréquents. Le détail des points à revoir est peut-être précisé sur la page de discussion.
- Les titres sont pré-formatés par le logiciel. Ils ne sont ni en capitales, ni en gras.
- Le texte ne doit pas être écrit en capitales (les noms de famille non plus), ni en gras, ni en italique, ni en « petit »…
- Le gras n'est utilisé que pour surligner le titre de l'article dans l'introduction, une seule fois.
- L'italique est rarement utilisé : mots en langue étrangère, titres d'œuvres, noms de bateaux, etc.
- Les citations ne sont pas en italique mais en corps de texte normal. Elles sont entourées par des guillemets français : « et ».
- Les listes à puces sont à éviter, des paragraphes rédigés étant largement préférés. Les tableaux sont à réserver à la présentation de données structurées (résultats, etc.).
- Les appels de note de bas de page (petits chiffres en exposant, introduits par l'outil «  Source ») sont à placer entre la fin de phrase et le point final[comme ça].
- Les liens internes (vers d'autres articles de Wikipédia) sont à choisir avec parcimonie. Créez des liens vers des articles approfondissant le sujet. Les termes génériques sans rapport avec le sujet sont à éviter, ainsi que les répétitions de liens vers un même terme.
- Les liens externes sont à placer uniquement dans une section « Liens externes », à la fin de l'article. Ces liens sont à choisir avec parcimonie suivant les règles définies. Si un lien sert de source à l'article, son insertion dans le texte est à faire par les notes de bas de page.
- La présentation des références doit suivre les conventions bibliographiques. Il est recommandé d'utiliser les modèles {{Ouvrage}}, {{Chapitre}}, {{Article}}, {{Lien web}} et/ou {{Bibliographie}}. Le mode d'édition visuel peut mettre en forme automatiquement les références.
- Insérer une infobox (cadre d'informations à droite) n'est pas obligatoire pour parachever la mise en page.

Pour une aide détaillée, merci de consulter Aide:Wikification.
Si vous pensez que ces points ont été résolus, vous pouvez retirer ce bandeau et améliorer la mise en forme d'un autre article.
Daniel Facérias, né en 1951, est un auteur-compositeur-interprète, dramaturge et écrivain français.

## Biographie
Né en 1951 dans les Pyrénées, Daniel Facérias découvre très tôt qu’il possède un don pour la musique. Adolescent, il s‘accompagne à la guitare pour chanter les nouveautés des Beatles. À 13 ans il trouve au milieu d’un stock de vieux livres un ouvrage rassemblant les textes et les mélodies des troubadours. Cela l'amène à engager des études de musicologie et de littérature médiévale, à l'issue desquelles il obtient un doctorat sur les troubadours du XIIe siècle.
Dans le même temps, il continue à s’intéresser au rock, se lie d’amitié avec Daniel Balavoine et débute avec Jean-Jacques Goldman une collaboration qui dure jusqu'en 1983 (enregistrement de Jungles). En 1980, il sort son premier album chez CBS Records, qui est suivi de six autres dont Thérèse en 1986 et d’un passage de trois jours au Cirque d'hiver en 1988.
En 1990, Daniel Facérias crée le spectacle Bernard de Clairvaux (mis en scène par Michael Lonsdale) réalisant ainsi un projet qu'il souhaite depuis son début de carrière : l'écriture et la réalisation de spectacles dans la tradition des chansons de geste des troubadours.
Marie, créé en 1992, rassemble en trois ans 300 000 spectateurs. En 1996, Le Bal des exclus, avec l'Abbé Pierre, est créé au Zénith de Paris, avant de tourner dans toute la France. En 1998, l'Unesco parraine un spectacle, Allons Marron, sur l'abolition de l’esclavage créé sur l'île de La Réunion avec Gilbert Aubry, évêque de La Réunion.
Au total, Daniel Facérias écrit et réalise au cours de sa carrière douze spectacles autour de grands témoins catholiques : Thérèse de Lisieux, Jean de la Croix, François et Claire d'Assise, Frédéric Ozanam, Clovis, Marthe Robin, Pier Giorgio Frassati. 
En 2002, Que du bonheur, un nouvel album studio, voit le jour et est suivi de dix années de silence médiatique durant lesquelles Daniel Facérias s’investit dans de nombreux projets, notamment l’association Marie de Nazareth qui promeut la spiritualité mariale à travers le monde. Il participe à l'écriture d'un film sur la vie de l'apôtre Jean et réalises des recherches musicales pour le centre Marie de Nazareth.
En 2012, il crée avec son épouse Anne Facérias, Dominique Rey (évêque émérite de Fréjus-Toulon) et le cardinal Antonio Cañizares Llovera, la Diaconie de la Beauté, dont sont membres Michael Lonsdale et Damien Ricour[réf. souhaitée].
En 2022, il prête sa voix au spectacle Beauchêne : Un mystérieux héritage à l'abbaye Notre-Dame de Beauchêne, à Cerizay (Deux-Sèvres). 

## Spectacles
Daniel Facérias est l'auteur d'une vingtaine de spectacles sur la vie des saints, produits par sa femme Anne Facérias (sauf mention contraire) :
- 1990 : Saint Bernard à Clairvaux  : pendant 5 ans tous les étés. Mis en scène par Michael Lonsdale. Production par une association locale
- 1992 : Saint Jean de la Croix au Carmel Notre-Dame du Grand Large à l'île de la Réunion, puis à l'office départemental de la culture
- 1992 : Marie : au Sanctuaire de Lourdes puis en tournée en France, Italie, Suisse, Belgique, île de la Réunion et au Brésil
- 1993 : Saint François et Sainte Claire
- 1996 : Le Bal des exclus (avec l'Abbé Pierre) dans les Zénith de France[4]
- 1996 : Clovis à Reims à l'occasion de la venue de Jean-Paul II en France
- 1997 : Sainte Thérèse de Lisieux : une tournée en France et à l'île de la Réunion
- 1997 : Frédéric Ozanam pour les Journées Mondiales de la Jeunesse suivi d'une tournée
- 1998 : Marthe Robin avec les foyers de charité
- 1998 : Allons Marron (lors du 150e anniversaire de l'abolition de l'esclavage) avec Mgr Aubry
- 2000 : Pier Giorgio Frassati lors des Journées mondiales de la Jeunesse
- 2002 : Oser l'éternité. Concerts de Daniel Facérias sur la vie des Saints à la suite du CD sur les moines de Tibhirine
- 2002 : Katéri Tékawhita pour les Journées mondiales de la jeunesse[5] (3 représentations au Médiéval Times)
- 2003 : Marron Lib en 2003 à l'Île Maurice[6]
- 2003 : Marie Eugénie Milleret avec les sœurs de l'Assomption
- 2003-2004 : Concerts pour la Paix pour soutenir l'œuvre du Père Pedro à Madagascar en 2003
- 2005 : Sauvage à l'île de la Réunion

- Entre 2015 et 2018 : Thérèse d'Avila avec Françoise Thuriès Marie Lussignol et Michael Lonsdale et Faustine mis en scène de Michael Lonsdale avec Marie Lussignol et Françoise Thuriès
- Mana spectacle sur l'affranchissement des esclaves en Guyane avec Françoise Thuriès, Christian Taffanier et Quentin Morant (alternance Benoît Facérias) et Michael Lonsdale
- 2018 : Adèle
- 2019 : Laval li touzou à l'Île Maurice

## Discographie

### Singles
- 1984 : Remember me
- 1985 : Fidèles d'Amour
- 1988 : Où est-il ? (duo avec Nicole Rieu)
- 2009 : Mariale attitude' (e-single)
- 2012 : Elle est libre (e-single)
- 2016 : Maquis (e-single)

## Publications
- Le Chant délivré. Tribulations d'un troubadour dans le show-business, Paris, Fayard, 1988
- Pour un monde de justice et de paix. Abbé Pierre et Père Pedro, propos recueillis par Anne et Daniel Facérias, Paris, Presses de la Renaissance, 2004
- "L'art du trobar ou l'enchantement royal" in La Contrelittérature : un manifeste pour l'esprit (dir. Alain Santacreu), Le Rocher, 2005
- Mère Teresa, l'Indienne, Monaco, Paris, Éditions du Rocher, 2006.
- Le voyage intérieur : dialogues sur la prière et la méditation. Cardinal Jean Margéot et monseigneur Robert Le Gall, avec Anne et Daniel Facérias, Paris, Presses de la Renaissance, 2007
- Insurrection de la Beauté, Notre temps semble parfois être celui de la Beauté profanée. Daniel Facérias, signe un manifeste engagé pour retrouver la source et la finalité de tout art : un chemin libre et fécond vers Dieu. Éditions Le Passeur, 2013
- Telos et scopos, « le but et le chemin », est le récit métaphorique, fondé sur des faits réels, de la rencontre de l’auteur avec un ermite dans le Verdon. Éditions DDB, 2014